# Moundros
Moundros oder Moudros (griechisch Μούντρος [ˈmudrɔs / ˈmundrɔs] (m. sg.)) ist ein Dorf mit 91 Einwohnern auf der griechischen Insel Kreta. Zusammen mit dem Dorf Velonado (Βελονάδο, 88 Einwohner) bildet es eine Ortsgemeinschaft im Gemeindebezirk Nikiforos Fokas der Gemeinde Rethymno.
Moundros liegt auf zirka 300 Metern Höhe, Velonado auf 400. Beide Dörfer sind durch die leicht begehbare Moundros-Schlucht verbunden. Auch die spektakulärere Kollito-Schlucht (auch als Kato-Poros-Schlucht bekannt), durch die ein Teilstück des E4 führt, ist von Moundros aus zu erreichen. Beide Schluchten treffen sich nordwestlich unterhalb des Dorfes nahe der Wüstung Nisi (Νησί), welche von der inselartigen Lage zwischen den Schluchten ihren Namen hat.

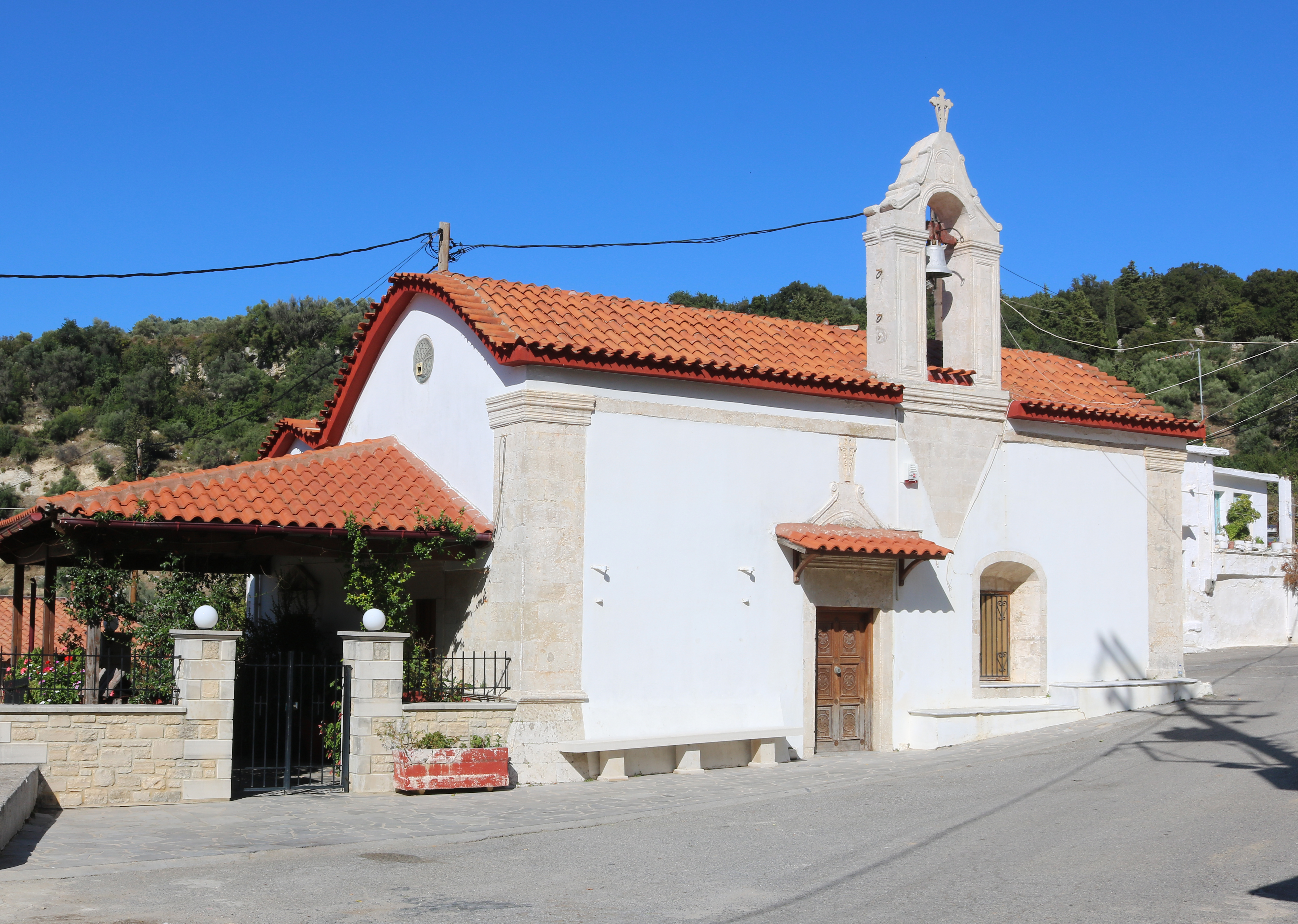
Dorfkirche Moundros

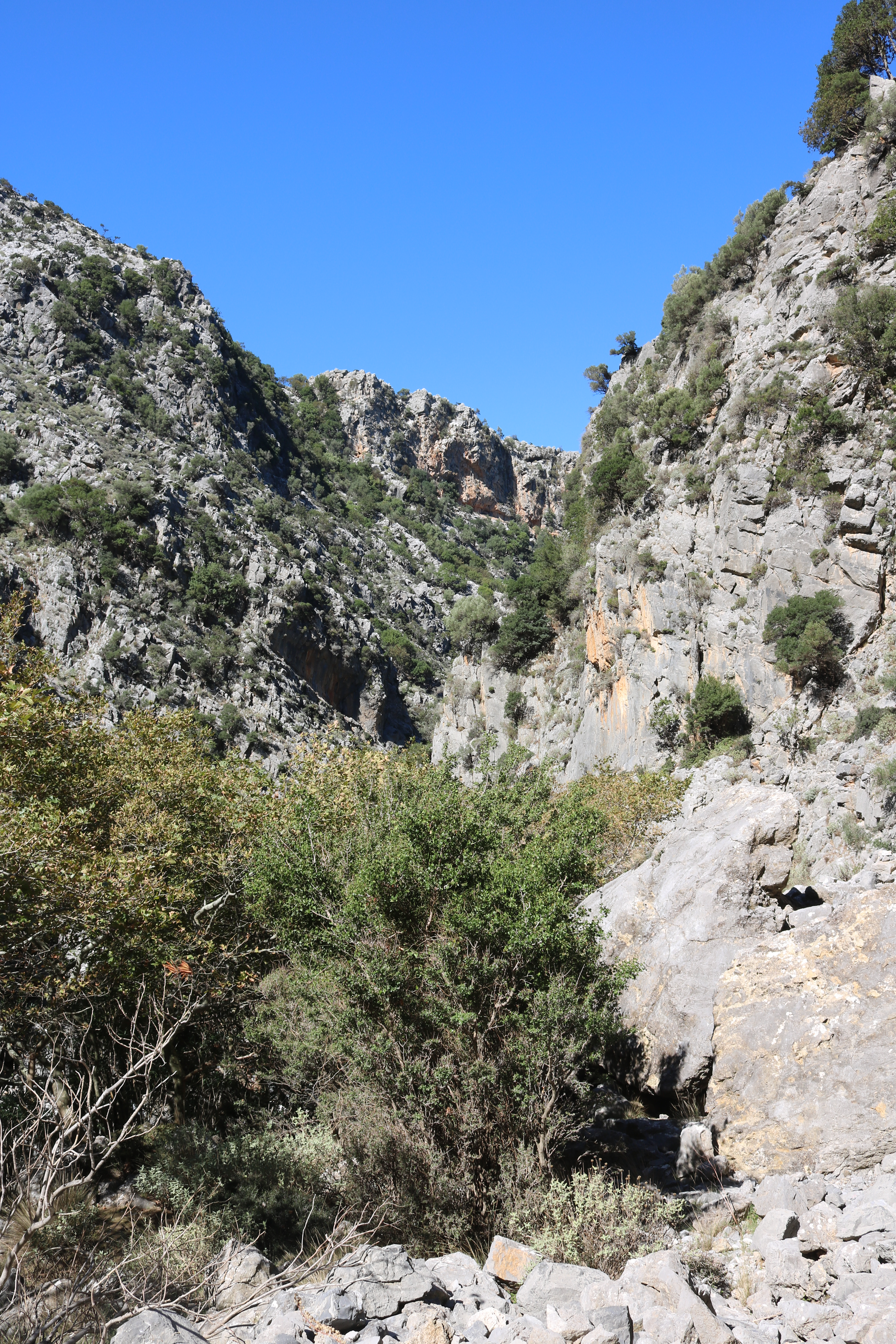
Moundros-Schlucht

Moundros wird in venezianischen Volkszählungen des 16. und 17. Jahrhunderts erwähnt, die älteste Kirche des Ortes (Agii Anargyri) geht bis auf das 11. Jahrhundert zurück. Im Dorf entspringen zwei reichhaltige Quellen, welche die Bewohner und deren Gärten mit Wasser versorgen.